# Денні Грант
Денні Грант (англ. Danny Grant, нар. 21 лютого 1945, Фредериктон — 14 жовтня 2019) — колишній канадський хокеїст, що грав на позиції крайнього нападника.
Володар Кубка Стенлі. Провів понад 700 матчів у Національній хокейній лізі.

## Ігрова кар'єра
Хокейну кар'єру розпочав 1962 року в Хокейній асоціації Онтаріо (ОХА).
Протягом професійної клубної ігрової кар'єри, що тривала 19 років, захищав кольори команд «Квебек Ейсес», «Фредериктон Експрес», «Монреаль Канадієнс», «Міннесота Норт-Старс», «Детройт Ред-Вінгс» та «Лос-Анджелес Кінгс».
Загалом провів 779 матчів у НХЛ, включаючи 43 гри плей-оф Кубка Стенлі.

## Тренерська робота
З 1995 по 2003 тренував університетські клуби США.

## Нагороди та досягнення
- Володар Кубка Стенлі в складі «Монреаль Канадієнс» — 1968.
- Пам'ятний трофей Колдера — 1969.
- Учасник матчу усіх зірок НХЛ — 1969, 1970, 1971.

## Статистика
| Сезон        | Клуб                   | Ліга         | Регулярний сезон | Регулярний сезон | Регулярний сезон | Регулярний сезон | Регулярний сезон | Плей-оф | Плей-оф | Плей-оф | Плей-оф | Плей-оф |
| Сезон        | Клуб                   | Ліга         | І                | Г                | П                | О                | ШХ               | І       | Г       | П       | О       | ШХ      |
| ------------ | ---------------------- | ------------ | ---------------- | ---------------- | ---------------- | ---------------- | ---------------- | ------- | ------- | ------- | ------- | ------- |
| 1962–63      | «Пітерборо Пітс»       | ОХА          | 50               | 12               | 9                | 21               | 0                | —       | —       | —       | —       | —       |
| 1964–65      | «Пітерборо Пітс»       | ОХА          | 56               | 47               | 59               | 106              | 0                | —       | —       | —       | —       | —       |
| 1964–65      | «Квебек Ейсес»         | АХЛ          | 1                | 0                | 1                | 1                | 2                | —       | —       | —       | —       | —       |
| 1965–66      | «Пітерборо Пітс»       | ОХА          | 48               | 44               | 52               | 96               | 34               | —       | —       | —       | —       | —       |
| 1965–66      | «Монреаль Канадієнс»   | НХЛ          | 1                | 0                | 0                | 0                | 0                | —       | —       | —       | —       | —       |
| 1966–67      | «Х'юстон Аполлос»      | ЦПХЛ         | 64               | 22               | 28               | 50               | 29               | 6       | 4       | 4       | 8       | 2       |
| 1967–68      | «Х'юстон Аполлос»      | ЦПХЛ         | 19               | 14               | 8                | 22               | 6                | —       | —       | —       | —       | —       |
| 1967–68      | «Монреаль Канадієнс»   | НХЛ          | 22               | 3                | 4                | 7                | 10               | 10      | 0       | 3       | 3       | 5       |
| 1968–69      | «Міннесота Норт-Старс» | НХЛ          | 75               | 31               | 34               | 65               | 46               | —       | —       | —       | —       | —       |
| 1969–70      | «Міннесота Норт-Старс» | НХЛ          | 76               | 29               | 28               | 57               | 23               | 6       | 0       | 2       | 2       | 4       |
| 1970–71      | «Міннесота Норт-Старс» | НХЛ          | 78               | 34               | 23               | 57               | 46               | 12      | 5       | 5       | 10      | 8       |
| 1971–72      | «Міннесота Норт-Старс» | НХЛ          | 78               | 18               | 25               | 43               | 18               | 7       | 2       | 1       | 3       | 0       |
| 1972–73      | «Міннесота Норт-Старс» | НХЛ          | 78               | 32               | 35               | 67               | 12               | 6       | 3       | 1       | 4       | 0       |
| 1973–74      | «Міннесота Норт-Старс» | НХЛ          | 78               | 29               | 35               | 64               | 16               | —       | —       | —       | —       | —       |
| 1974–75      | «Детройт Ред-Вінгс»    | НХЛ          | 80               | 50               | 36               | 86               | 28               | —       | —       | —       | —       | —       |
| 1975–76      | «Детройт Ред-Вінгс»    | НХЛ          | 39               | 10               | 13               | 23               | 20               | —       | —       | —       | —       | —       |
| 1976–77      | «Детройт Ред-Вінгс»    | НХЛ          | 42               | 2                | 10               | 12               | 4                | —       | —       | —       | —       | —       |
| 1977–78      | «Детройт Ред-Вінгс»    | НХЛ          | 13               | 2                | 2                | 4                | 6                | —       | —       | —       | —       | —       |
| 1977–78      | «Лос-Анджелес Кінгс»   | НХЛ          | 41               | 10               | 19               | 29               | 2                | 2       | 0       | 2       | 2       | 0       |
| 1978–79      | «Лос-Анджелес Кінгс»   | НХЛ          | 35               | 10               | 11               | 21               | 8                | —       | —       | —       | —       | —       |
| 1981–82      | «Фредериктон Експрес»  | АХЛ          | 19               | 2                | 7                | 9                | 4                | —       | —       | —       | —       | —       |
| Усього в НХЛ | Усього в НХЛ           | Усього в НХЛ | 736              | 263              | 272              | 535              | 239              | 43      | 10      | 14      | 24      | 19      |